# Дом 742 по Вечнозелёной аллее

Дом 742 по Вечнозелёной Аллее из сериала Симпсоны.

Дом 742 по Вечнозелёной Аллее (англ. 742 Evergreen Terrace) — вымышленный адрес дома мультипликационных героев — семьи Симпсонов из телесериала «Симпсоны». Вечнозелёная Аллея — одна из улиц городка Спрингфилд.

## Дизайн
Дом представляет собой двухэтажное отдельно стоящее здание, с розово-оранжевыми стенами, с гаражом, подвалом и чердаком. На первом этаже входная дверь ведёт прямо в прихожую, в которой есть две арки — левая ведёт в гостиную, а правая — в столовую. В прихожей также стоит небольшой буфет и есть лестница, ведущая на второй этаж. В гостиной и столовой эркерные окна. В задней части дома семейная комната и кухня с лестницей, ведущей в подвал. Несмотря на то, что показывают его довольно редко, есть также коридор, ведущий из кухни в комнату отдыха.
На втором этаже здания расположены спальня Мардж и Гомера (с ванной комнатой), спальня Барта, спальня Лизы, комната Мэгги, ванная и несколько пустых комнат, изображенных в разных эпизодах по-разному. В коридоре есть люк, ведущий на чердак.
На кухне есть коридор, выходящий в конец гаража и в редко показываемую вторую гостиную (комнату отдыха). Гомера можно было видеть там отдыхающим в эпизодах «Three Men and a Comic Book» и «Brother from the Same Planet», откуда он мог видеть мальчишек, дерущихся в домике на дереве.
На заднем дворе дома расположена лужайка, окружённая деревьями, на одном из которых построен деревянный домик («штаб» Барта), в честь которого названы ежегодные Хэллоуинские выпуски мультфильма — «Treehouse of Horror №». Размер заднего двора Симпсонов меняется в разных сериях в зависимости от необходимых по сюжету условий.
В будущем ко второму этажу дома Гомером будет очень неаккуратно пристроена дополнительная комната для гостей, и Гомер предупреждает Лизу — «если строительный инспектор будет спрашивать — это не комната, это такое окно!».

## Приборы и мебель
В подвале есть стиральная машина, сушилка и огромная каменная голова ольмека, подаренная Барту Монтгомери Бёрнсом за то, что тот сдал для него свою кровь (В одной из серии 21 сезона она переехала на чердак). Тем не менее, появление других вещей, таких как топка, стол для пинг-понга, аэрохоккея и смягчителя воды, меняется от эпизода к эпизоду. Подвал всегда служит своеобразным укрытием, где, к примеру, Гомер делает пиво во время сухого закона, а Мардж переживает свою агорафобию. В доме есть два одинаковых красных дивана: один из них стоит в гостиной и показывается не очень часто, другой более известен — он стоит перед телевизором. Детская картинка лодки висит над этим диваном, а рядом с ним иногда появляется аквариум с рыбками. В одной из серий показано, что Мардж хранит множество копий рисунка с лодкой и заменяет его по мере необходимости. Также один раз рисунок был показан крупным планом, и видна была надпись на раме «Сцена из Моби Дика». В серии «Milhouse Doesn't Live Here Anymore» Мардж отодвигает этот рисунок, и за ним обнаруживается сейф.
Яркая деталь интерьера кухни Симпсонов — жёлтые занавески с изображением початков кукурузы, на которые часто обращают внимание гости. В серии «Little Big Girl» Лиза Симпсон сшила себе из этих занавесок индейское одеяние для мультинациональной конференции, и на самом мероприятии можно было увидеть настоящего индейца в одежде из такой же ткани.
В эпизоде «Treehouse of Horror VI» есть портал между книжным шкафом и третьим измерением, но хэллоуинские эпизоды не являются каноническими. В «Treehouse of Horror IV», над диваном висит знаменитая картина «Собаки играют в покер».

## Текущее состояние
Дом теперь находится в пяти милях от места своей первоначальной постройки — согласно «Плану Б» из эпизода «Trash of the Titans» весь город был перевезен на 5 миль из-за засорённости местности. Некоторые фанаты сериала именно этим объясняют несостыковки, такие например, как планировка подвала в разных эпизодах.
Сам дом часто показывают полуразвалившимся, крыша протекает, а в «All's Fair in Oven War» кухня была настолько повреждена, что её пришлось перестраивать. Есть также повторяющаяся шутка про состояние дома — когда камера скользит со второго этажа на первый, нам показывается, что происходит в перекрытии между этажами — иногда там лежит асбест, отходы производства Спрингфилдской АЭС, спрятанные сокровища, записывающая аппаратура, или детёныши динозавров. Даже кошка Симпсонов Снежинка Вторая была неоднократно замечена между перекрытиями. В серии «The Seven-Beer Snitch» Лиза утверждает, что в стенах дома Симпсонов замурованы дохлые еноты и они копят деньги на их извлечение. Однако в серии «C.E. D'oh» она же вместе с Бартом говорит, что стены тонкие, и пробивает одну из них рукой. Тем не менее, дом довольно уютен, благодаря стараниям Мардж, а Фрэнк Граймс даже назвал его «дворцом».
Однажды, когда дом был в аварийном состоянии, Барт наполовину провалился сквозь пол второго этажа, и Мардж невозмутимо запихала его обратно метелкой.
Дом часто получает значительные повреждения из-за несчастных случаев или неосмотрительности, к примеру:
- Абрахам Симпсон въехал на машине в дом через окно.
- Вся мебель была украдена разъярённой толпой (Сначала из-за поджога своих подарков и рождественской ёлки, сделанной из пластика, потом — обманом Барта, позже — их секретом поджога).
- Несколько раз загорался из-за Гомера, например, когда тот решил сжечь свой диплом, или когда пропускал посещение церкви. В эпизоде «Homerazzi» пожарный утверждает, что за последний месяц тушил пожар у Симпсонов 6 раз.
- Появление термитов из клюшки Козлова, который он дал Лизе. Симпсонам пришлось жить в доме (по факту — в реалити-шоу) образца 1895 года.
- Интерьер дома был разрушен мотобандой «Адские Сатаны» в «Take My Wife, Sleaze.»
- Взлетающий самолёт рухнул на дом в «Mr. Spritz Goes to Washington».
- Тем не менее, нейтронная бомба, уничтожившая большую часть Спрингфилда, оставила дом Симпсонов нетронутым из-за слоя свинца, содержавшегося в ста слоях краски, которыми покрыты стены и которые послужили отличной защитой от радиации (это было в неканоническом хэллоуинском эпизоде).
- Дом был полностью уничтожен карстовой воронкой, которую Гомер «заделал» песочницей, в фильме Симпсоны в кино, но позже был заново отстроен.
- Автомобиль Гомера насквозь проезжает дом в «He Loves to Fly and He D'oh's».
- Медведь повредил почтовый ящик (Гомер думает, что медведь повредил почтовый ящик другой семейки — Импсонов).

Номер телефона, если верить эпизоду «A Tale of Two Springfields», 555-0113, но в некоторых других сериях он меняется, как и адрес.

## Гости
В доме Симпсонов часто находят приют не только родственники и друзья, но и практически чужие люди, и иногда даже проводят там важные мероприятия:
- В серии «The Two Mrs. Nahasapeemapetilons» у Симпсонов жил Апу Нахасапимапетилон со своей матерью, а затем на заднем дворе проводилась свадьба Апу и Манджулы.
- В серии «It's A Mad, Mad, Mad, Mad Marge» Барт разрешил водителю школьного автобуса Отто Манну провести у Симпсонов его свадьбу с Бекки, а после отмены свадьбы Бекки оставалась в их доме длительное время.
- Кент Брокман живёт у Симпсонов после своего увольнения в серии «You Kent Always Say What You Want». Гомер показывает ему галерею портретов людей, живших у Симпсонов, где изображены: Арти Зифф, Апу Нахасапимапетилон, клоун Красти, Садовник Вилли, Нельсон Манц, Сайдшоу Боб, Гил Гундерсон, Отто Манн, Кодос и слон Стэмпи (из «Bart Gets an Elephant»).

## Интересные факты
- «Дом 742 по Вечнозелёной Аллее» использовался как пример вымышленного адреса в поиске на WhitePages.com[2]
- Адрес дома непостоянен в ранних сезонах, номер дома был 94, 1094, 723, а также сам адрес был 430 Spalding Way. В «Homer's Triple Bypass», дом 742 по Вечнозелёной Аллее был совершенно другим домом, где Змей прятался от полиции, а Преподобный Тимоти Лавджой жил по соседству.
- В первой серии сериала на фасаде дома есть эркеры, в следующих четырёх сериях (и в заставке первого сезона) вместо них большие полукруглые окна, а в дальнейшем вновь появляются эркеры.
- Множество мероприятий в Спрингфилде проводятся именно в доме у Симпсонов.

## Воплощение в реальности
36°04′38″ с. ш. 115°00′55″ з. д.

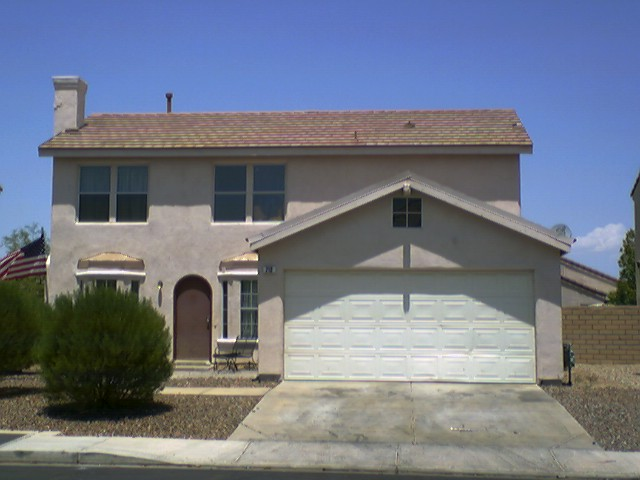

В 1997 году при участии компании FOX был проведён конкурс среди поклонников мультсериала. Главным призом в нём стал аутентичный реальный дом, расположенный в городке Хендерсон (штат Невада), Рэд Барк Лэйн, 712. Дом выиграла Барбара Говард, 63-летняя пенсионерка из Редмонда, штат Кентукки.